# Cheilotrichia subborealis
Cheilotrichia subborealis là một loài ruồi trong họ Limoniidae. Chúng phân bố ở miền Tân bắc.